# Cyril Horn

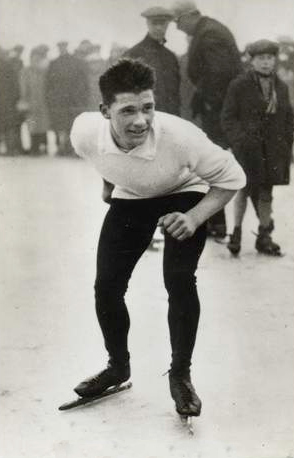
Cyril Horn

Cyril Walter Horn (Wisbech, Cambridgeshire, 7 oktober 1904 - Downham, februari 1987) was een langebaanschaatser afkomstig uit het Verenigd Koninkrijk. 
Op zijn twaalfde ging hij van school om in een smederij te gaan werken waar hij hoefijzers vervaardigde voor paarden van het Britse leger. Hij groeide op in The Fens, een waterrijk gebied dat ooit door de Nederlanders gedraineerd werd. In de winter ontstonden hier ijsbanen op ondergelopen stukken land. Hierdoor ontstond in de 19e eeuw de traditie van het Fen skating; een wedstrijdvorm waarin man tegen man gestreden werd op een rechtlijnig parcours waarbij op het einde een ton gerond moest worden. In de periode 1927 tot 1933 werd hij viermaal achter elkaar Nationaal schaatskampioen bij de amateurs. 
Horn deed hij tweemaal mee aan de Olympische Winterspelen (in 1924 en 1928). In 1924 werd hij op de Spelen in Chamonix 27e op de 500 meter. In 1928 in Sankt Moritz deed hij mee aan drie afstanden. Op de 500m, 1500m en 5000m werd hij respectievelijk 32e, 24e en 23e.

## Persoonlijke records
| Afstand    | Tijd   | Datum            | Baan         |
| ---------- | ------ | ---------------- | ------------ |
| 500 meter  | 54.9   | 13 februari 1928 | Sankt Moritz |
| 1500 meter | 2.40.0 | 14 februari 1928 | Sankt Moritz |
| 5000 meter | 9.32.0 | 4 februari 1928  | Davos        |